# عذم حلفائي
العذم الحلفائي   (وتسمى الحـَلْفاء في المغرب العربي) (باللاتينية: Stipa tenacissima) نوع نباتي يتبع جنس العذم من الفصيلة النجيلية.

## البيئة والانتشار
موطنه المغرب العربي وإسبانيا والبرتغال.

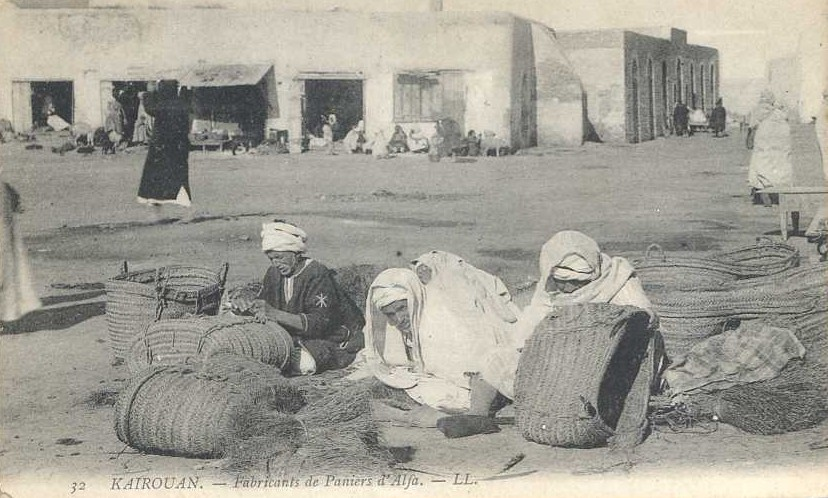
صورة قديمة لصانعي سلات من الحلفاء في القيروان.

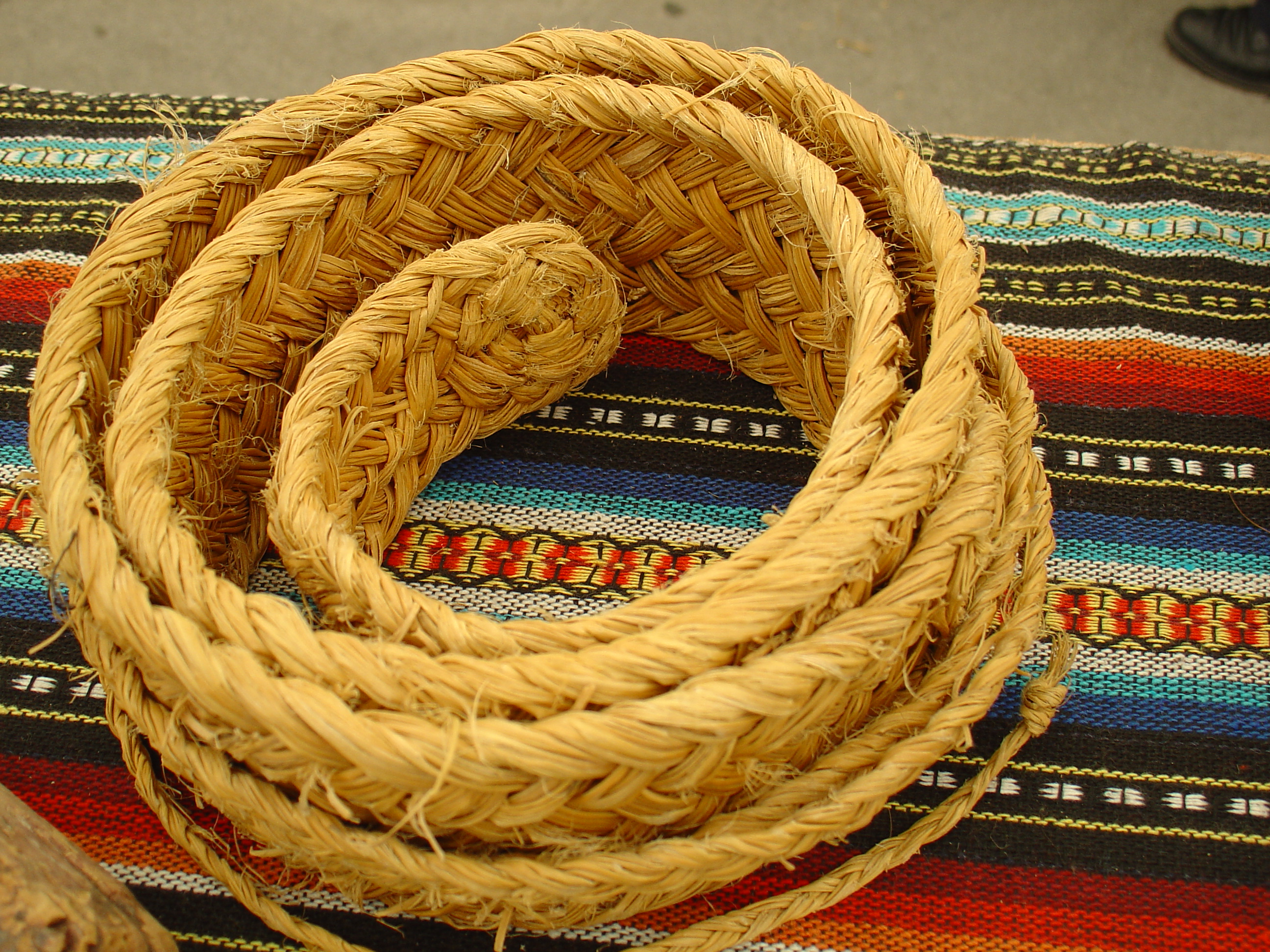
منتوج من الحلفة

يبلغ طوله حوالي المِتر الواحد. تستعمل الحلفاء في صناعة ورق الطباعة الجيّد، ويسمّى مكان انتشارها الحُلافيّ وأرضها الحَلِفة أو المُحْلِفة.
يستخدم أيضا لصناعة حبال الحلفاء التي تصنع منها السلال.

## مرادفات للاسم العلمي
- (باللاتينية: Macrochloa tenacissima (L.) Kunth)
- (باللاتينية: Lasiagrostis tenacissima (L.) Trin. & Rupr.)
- (باللاتينية: Macrochloa tenacissima subsp. gabesensis (Moraldo, Raffaelli & Ricceri) H.Scholz & Valdés 		)
- (باللاتينية: Stipa gabesensis Moraldo, Raffaelli & Ricceri)
- (باللاتينية: Stipa kelibiae Moraldo, Raffaelli & Ricceri)
- (باللاتينية: Stipa kralifii Moraldo, Raffaelli & Ricceri)
- (باللاتينية: Stipa tenacissima var. villosiuscula H.Lindb.)
- (باللاتينية: Stipa tortilis Buch)